# Президенти-Кастелу-Бранку (Парана)
Президенти-Кастелу-Бранку (порт. Presidente Castelo Branco) — муниципалитет в Бразилии, входит в штат Парана. Составная часть мезорегиона Северо-центральная часть штата Парана. Входит в экономико-статистический микрорегион Асторга. Население составляет 4802 человека на 2006 год. Занимает площадь 155,734 км². Плотность населения — 30,8 чел./км².

## История
Город основан в 1964 году.

## Статистика
- Валовой внутренний продукт на 2003 год составляет 28 765 559,00 реалов (данные: Бразильский институт географии и статистики).
- Валовой внутренний продукт на душу населения на 2003 год составляет 6288,93 реалов (данные: Бразильский институт географии и статистики).
- Индекс развития человеческого потенциала на 2000 год составляет 0,742 (данные: Программа развития ООН).

## География
Климат местности: субтропический. В соответствии с классификацией Кёппена, климат относится к категории Cfb.